# Соль Ги Хён
Соль Ги Хён (кор. 설기현?, 薛琦鉉?, англ. Seol Ki-Hyeon; 8 января 1979) — южнокорейский футболист, вингер и нападающий.
В составе сборной Южной Кореи сыграл 83 матча, забил 19 голов. Первый матч провёл в январе 2000 года против Новой Зеландии.

## Достижения
- 4-е место на чемпионате мира 2002 года
- Чемпион Бельгии 2003/04
- Обладатель Суперкубка Бельгии 2001 года
- Обладатель Кубка Саудовской Аравии 2009 года

## Государственные награды
- Орден «За спортивные заслуги» 2 класса Республики Корея — орден Отважного тигра (2 июля 2002)[2]